# How to Save a Marriage and Ruin Your Life
How to Save a Marriage and Ruin Your Life is een Amerikaanse filmkomedie uit 1968 onder regie van Fielder Cook.

## Verhaal
Als David Sloane erachter komt dat zijn vriend Harry Hunter zijn vrouw bedriegt, wil hij de zaak oplossen. Hij vermoedt dat Harry een verhouding heeft met zijn secretaresse Carol en hij versiert haar daarom zelf. Eigenlijk heeft Harry een relatie met Muriel Laszlo. Wanneer David Harry laat weten dat hij zijn vriendinnetje heeft afgesnoept, denkt Harry dat het over Muriel gaat. Als Carol en Muriel elkaar ontmoeten, komen de beide heren in nauwe schoentjes te staan.

## Rolverdeling
| Acteur           | Personage        |
| ---------------- | ---------------- |
| Dean Martin      | David Sloane     |
| Stella Stevens   | Carol Corman     |
| Eli Wallach      | Harry Hunter     |
| Anne Jackson     | Muriel Laszlo    |
| Betty Field      | Thelma           |
| Jack Albertson   | Mijnheer Slotkin |
| Katharine Bard   | Mary Hunter      |
| Woodrow Parfrey  | Eddie Rankin     |
| Alan Oppenheimer | Everett Bauer    |
| Shelley Morrison | Marcia Borie     |
| George Furth     | Roger            |
| Monroe Arnold    | Wally Hammond    |
| Claude Stroud    | Hall Satler      |